# Бельдинов, Александр Леонидович
Александр Леонидович Бельдинов (31 октября 1981) — киргизский футболист, полузащитник, футбольный тренер. Выступал за сборную Кыргызстана.

## Клубная карьера
В начале карьеры выступал за клубы — аутсайдеры высшей лиги Кыргызстана — «Динамо» (Аламедин), «Эколог» (Бишкек) и за переживавшее кризис бишкекское «Динамо».
В 2003 году перешёл в «СКА-Шоро», с которым трижды подряд завоёвывал серебряные награды чемпионата страны, а в 2003 году также стал обладателем Кубка Кыргызстана.
В 2006 году выступал за «Абдыш-Ату», а первую половину следующего сезона провёл в составе «Авиатора», не доигравшего сезон до конца. В 2008 году играл за «Шер».
В 2010—2011 годах играл за «Нефтчи» (Кочкор-Ата), с которым стал чемпионом и обладателем Кубка Кыргызстана 2010 года, серебряным призёром чемпионата и обладателем Суперкубка страны в 2011 году.
С 2012 года до конца игровой карьеры выступал за «Алгу», в её составе — серебряный (2012) и бронзовый (2014) призёр национального чемпионата.

## Карьера в сборной
В национальной сборной Кыргызстана дебютировал 3 декабря 2003 года в отборочном матче чемпионата мира против Пакистана, заменив на 76-й минуте Вадима Харченко. Всего в 2003—2004 годах сыграл 4 матча за сборную.

## Тренерская карьера
В 2016—2017 годах возглавлял бишкекскую «Алгу», в 2016 году привёл её к бронзовым наградам чемпионата. С 2018 года тренирует клуб первой лиги «Абдыш-Ата-2-Наше» (бывшее «Наше Пиво»), в 2018 году привёл команду к победе в северной зоне первой лиги. Имеет тренерскую лицензию «А».